# Henry McKean
Henry P. McKean júnior (Wenham, 14 de dezembro de 1930) é um matemático estadunidense.

## Vida
McKean estudou no Dartmouth College (bacharelado em 1952), 1952/53 na Universidade de Cambridge, Inglaterra, e na Universidade de Princeton, onde obteve um doutorado em 1955, orientado por William Feller.

## Obras
- com Itō Kiyoshi: Diffusion processes and their sample paths. Springer, 1965.
- Stochastic Integrals. Nova Iorque, 1969.
- com Harry Dym: Fourier series and integrals. Nova Iorque, 1972.
- com Harry Dym: Stationary Gaussian Processes. Nova Iorque, 1976.
- com Harry Dym: Gaussian processes, function theory and the inverse spectral problem, Academic Press, 1976.
- com Victor Moll: Elliptic Curves. Cambridge, 1997.